# Екатериновка (Добровский район)
Екатери́новка — село Добровского района Липецкой области. Центр Екатериновского сельсовета.
Известна с середины XIX века. В 1862 году имела 87 дворов.
До отмены крепостного права Екатериновка была крепостным селением.
Название — по имени одного из членов семьи владельца.
В центре Екатериновки расположен пруд. Через село проходит автодорога Трубетчино — Большие Хомяки.

## Население
| 2006 | 2010 |
| ---- | ---- |
| 450  | ↘400 |